# Donjimeno (kommunhuvudort)
Donjimeno är en kommunhuvudort i Spanien.   Den ligger i provinsen Provincia de Ávila och regionen Kastilien och Leon, i den centrala delen av landet, 110 km nordväst om huvudstaden Madrid. Donjimeno ligger 885 meter över havet och antalet invånare är 128.
Terrängen runt Donjimeno är platt, och sluttar norrut. Runt Donjimeno är det ganska glesbefolkat, med 21 invånare per kvadratkilometer. Närmaste större samhälle är Arévalo, 15,5 km nordost om Donjimeno. Trakten runt Donjimeno består till största delen av jordbruksmark.